# Dicranophragma brunneum
Dicranophragma brunneum là một loài ruồi trong họ Limoniidae. Chúng phân bố ở miền Cổ bắc.